# Меланобласты

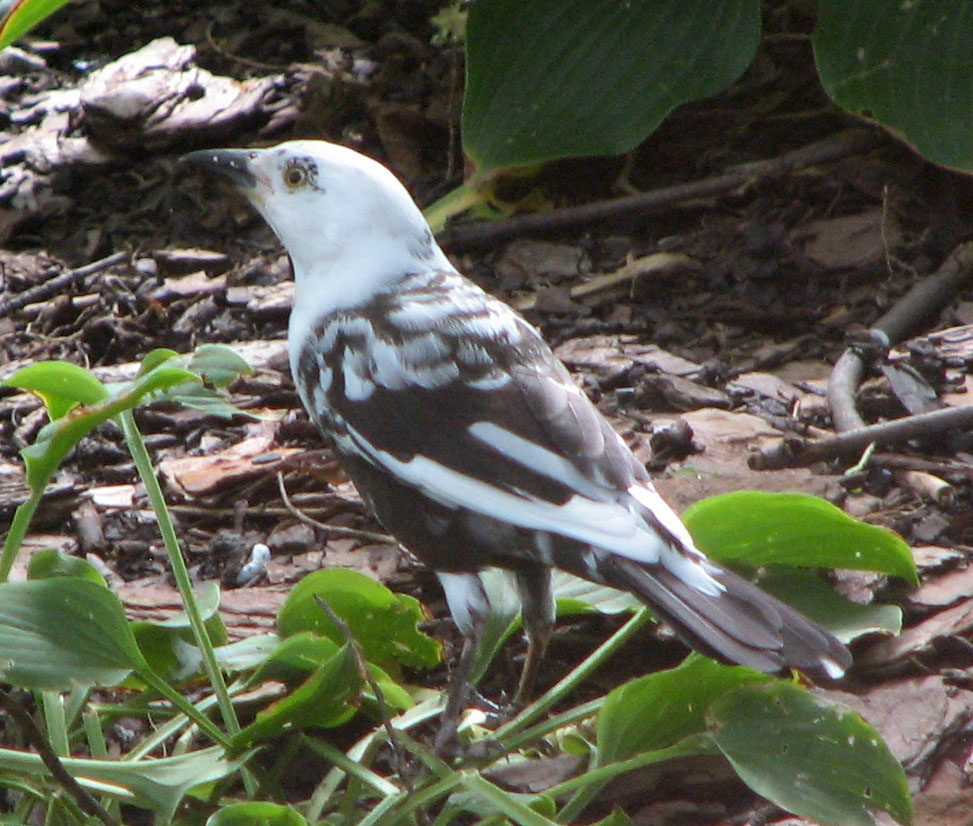
Нарушение хода миграции и дифференцировки меланобластов — одна из причин пегой окраски животных. На фотографии — обыкновенный гракл, оперение которого в норме окрашено в чёрный.

Меланобласты (англ. melanoblast) — клетки позвоночных, дающие начало пигментным клеткам, производящим меланин. Термин используют для клеток, ещё не приступивших к дифференцировке и, соответственно, не содержащих пигмент. У теплокровных (млекопитающих и птиц) в ходе дифференцировки меланобластов образуются меланоциты, у хладнокровных (рыб, земноводных и рептилий) из них развиваются меланофоры. У всех позвоночных меланобласты образуются в нервном гребне зародышей и затем мигрируют в эпидермис. Нарушение хода миграции приводит к альбинизму, в частности — к явлению пегости. У человека нарушение миграции меланоцитов связано с рядом наследственных заболеваний, таких как синдром Ваарденбурга и пиебалдизм («пегая кожа», лат. piebaldism).

## Специализация и миграция

Схема поперечного среза через тело зародыша. Красная стрелка — путь миграции меланобластов. 1 — нервный гребень, 2 — нервная трубка, 3 — мезодермальный сомит, 4 — хорда.

Популяция меланобластов образуется в ходе эмбриогенеза в нервном гребне зародыша. Впоследствии клетки покидают нейроэпителий и поодиночке мигрируют в нижние слои кожного эпителия (мальпигиев слой). Для покидающих нервный гребень меланобластов характерен дорсолатеральный путь миграции: между мезодермальными сомитами и эктодермой.

## Плюрипотентность
В недавних исследованиях классические представления о том, что меланобласты способны дифференцироваться лишь в пигментные клетки, были опровергнуты. Показано, что даже после миграции в кожу они могут развиваться в нейроны, клетки глии и гладкой мускулатуры.